# Viosz-kastély (Andráshida)
A Viosz-kúria vagy Marton-kúria egykor a Zala vármegyei nemesi származású nemesvitai Viosz család tulajdona volt, amely Andráshidán, Zala vármegyében található. Manapság társasház.

## Az épület története
Eredetileg a nemesnépi Marton család tulajdona. A 19. század elején nemesnépi Marton György (1730-1795), táblabíró, zalalövői főszolgabíró, feleségével, boczföldi Visy Annával (1743-1817) együtt költözött át Nemesnépről Andráshidára, ahol birtokosok lettek. Gyermekük, ifjabb nemesnépi Marton György (1767-1843), táblabíró, a zalalövői járás alszolgabírája örökölte meg a birtokot és a családi kúriát, majd nejétől, söjtöri Patay Rozáliától (1779-1845) gyermeke, Marton József lett az andráshidai jószág örököse.
Nemesnépi Marton József (1797-1858), táblabíró, alszolgabíró volt a kúria utolsó Marton férfi családbeli tulajdonosa; nejétől, verbói Szluha Rozáliától (1816-1883) egyetlen leánya és örököse, nemesnépi Marton Zsófia (1842-1900) viszont az utolsó Marton családbeli tulajdonosa. Marton Zsófia két ízben ment férjhez: először nemesvitai Viosz Lajosnak (1836-1869), majd halála után a férje legjobb barátjának, boldogfai Farkas Ferenc (1838-1908), boldogfai közbirtokosnak lett a felesége, akit később Zala vármegye számvevőjének is megválasztottak. Marton Zsófia születésétől fogva az andráshidai kúriában élt, az első és második házasságából származó gyermekei szintén ott születtek és nevelkedtek fel.
Végrendeletében nemesnépi Marton Zsófia eldöntötte az andráshidai Marton kúria sorsát: legidősebb fiára, nemesvitai Viosz Ferenc (1861-1918) nagykanizsai főszolgabíróra hagyta, a három boldogfai Farkas fiú és egy leánygyermeke örökségét pedig pénzben fizette ki. Ekkor vált Viosz kúriává az andráshidai épület, amely egészen 1945-ig a nemesvitai Viosz család kezében maradt; ekkor ifjabb nemesvitai Viosz Ferencet (1904-1983) családjával együtt kitelepítették és a kúriát államosították. Az udvarház egy közel 400 m² alapterületű egyszintes épület, amely a nagyobb nemesi kúriák kategóriájába sorolható. Később társasház lett belőle.